# Horst Dieter Brabänder
Horst Dieter Brabänder (* 11. November 1929 in Osnabrück; † 14. November 2020 in Göttingen) war ein deutscher Forstwissenschaftler, Forstökonom und Hochschullehrer.

## Werdegang
Horst Dieter Brabänder wuchs in Hamburg auf. In Eberswalde, wo damals die Forstwissenschaftliche Fakultät der Humboldt-Universität zu Berlin ihren Sitz hatte, begann er ein forstwissenschaftliches Studium, floh allerdings 1953 aus der DDR und schloss das Studium an der Albert-Ludwigs-Universität Freiburg mit dem Diplom ab. Das Forstreferendariat absolvierte er bei der südbadischen Forstverwaltung. 1957 promovierte er bei Michail Prodan, an der Universität Freiburg zum Dr. rer. nat; Titel der Dissertation war: Gesetzmäßigkeiten im Volumenaufbau und Wertaufbau des Schaftes als Grundlage zur Qualitätkontrolle von Laubholzbeständen. Brabänder wandte sich danach verstärkt der forstlichen Betriebswirtschaft zu, und er wurde Wissenschaftlicher Assistent bei Karl Abetz. 1966 habilitierte er sich bei Abetz, Thema der Habilitationsschrift war der Kontenrahmen für Forstbetriebe.
Brabänder arbeitete nach seiner Habilitation wieder im außeruniversitären Bereich. Bei der Landwirtschaftskammer Westfalen-Lippe initiierte er als Referent für forstliche Betriebswirtschaft den Betriebsvergleich Westfalen-Lippe
und arbeitete an seinem Aufbau mit; der Forstverwaltung gab er eine neue Organisationsstruktur.
Im Jahr 1974 kehrte Brabänder an die Universitat zurück, er wurde an die Georg-August-Universität Göttingen auf den Lehrstuhl für Forstliche Betriebswirtschaftslehre berufen. 1995 wurde Brabänder emeritiert.

## Leistungen
Brabänders Forschungen am Institut von Karl Abetz konnte er gewinnbringend in den Aufbau des von ihm initiierten Betriebsvergleiches Westfalen-Lippe einbringen, der noch heute besteht und der heute die längste Längsschnitt-Datensammlung dieser Art in Deutschland ist.
Als einer der ersten wies Brabänder darauf hin, dass die deutschen Wälder sich nicht allein aus den betrieblichen Holzerlösen auf Dauer erhalten lassen; der gesellschaftliche Nutzen, als Ökosystemdienstleistung und als kultureller Nutzen, den die Wälder bringen, sollten nach seiner bereits früh geäußerten Meinung daher bewertet und durch die Gesellschaft entgolten werden.
Seine wissenschaftlichen Erkenntnisse brachte Brabänder als Mitglied und teils als Vorsitzender forstlicher Gremien in die Praxis ein.

## Ehrungen
- Karl-Abetz-Preis, 1997
- Ehrendoktor der Fakultät für Forst- und Holzwissenschaften der Westungarischen Universität in Sopron, 2004[2]

## Publikationen
- Gesetzmäßigkeiten im Volumenaufbau und Wertaufbau des Schaftes als Grundlage zur Qualitätskontrolle von Laubholzbeständen. Universität Freiburg, Naturwissenschaftlich-mathematische Fakultät, 1957 (Dissertation).
- Kostenrahmen für Forstbetriebe. Beiträge zur Weiterentwicklung des forstlichen Rechnungswesens nach einheitlichen Gestaltungsgrundsätzen. Universität Freiburg, Naturwissenschaftlich-mathematische Fakultät, 1966 (Habilitationsschrift).
- Ausgewählte Beiträge zur forstlichen Betriebswirtschaftslehre Sauerländer, Frankfurt 1995. ISBN 978-3-7939-7008-8.